# Muko (Gicumbi)
Muko è un settore (imirenge) del Ruanda, parte della Provincia Settentrionale e del distretto di Gicumbi.